# Slovenská Kajňa
Slovenská Kajňa este o comună slovacă, aflată în districtul Vranov nad Topľou din regiunea Prešov. Localitatea se află la altitudinea de 140 m deasupra n.m., se întinde pe o suprafață de 6,73 km2 și în 2017 număra 762 de locuitori.

## Istoric
Localitatea Slovenská Kajňa este atestată documentar din 1334.

## Demografie
| An:                | 1994 | 2004   | 2014   | 2024    |
| ------------------ | ---- | ------ | ------ | ------- |
| Număr de persoane: | 826  | 815    | 781    | 701     |
| Diferență:         |      | −1,33% | −4,17% | −10,24% |

| An:                | 2023 | 2024   |
| ------------------ | ---- | ------ |
| Număr de persoane: | 717  | 701    |
| Diferență:         |      | −2,23% |